# 河南路 (青岛)
河南路是中华人民共和国山东省青岛市市南区的一条南北向临海道路，也是全市最早建成的一批道路之一。道路南起太平路，与广西路、湖南路、湖北路、曲阜路、肥城路、大沽路、保定路、天津路、北京路交汇，北抵济南路。与大沽路、保定路交汇处有一个小广场，与东侧的中山路基本平行。
德国占领时期道路始建，今保定路以南段（地处欧洲人居住的“青岛”街区）定名为汉堡街 （德語：Hamburger Straße），以北段（地处中国人居住的“大鲍岛”街区）定名为河南街 （Honanstraße）；日本第一次占领时期两段分别更名为深山町（日语：／）和梁山町（河南町）（日语：／）。中国收回主权后，1923年两段合并改现名。1930年代，这里兴建了一批银行建筑。
Template:青岛老街